# Étirement tourbillonnaire
En dynamique des fluides, l'étirement tourbillonnaire est l'allongement des tourbillons dans un écoulement tridimensionnel, associé à une augmentation de la composante de vorticité dans la direction d'étirement en raison de la conservation du moment cinétique,.
Le tourbillon est défini comme le rotationnel de la vitesse {\displaystyle {\vec {V}}} :
{\displaystyle {\vec {\omega }}={\vec {\nabla }}\times {\vec {V}}}
Le phénomène d'étirement tourbillonnaire peut s'expliquer en utilisant la version la plus simple de l'équation de Helmholtz obtenue pour un écoulement incompressible non visqueux. Elle s'écrit :
{\displaystyle {D{\vec {\omega }} \over Dt}=\left({\vec {\omega }}\cdot {\vec {\nabla }}\right){\vec {V}}}
où D/Dt est la dérivée totale. Le terme source à droite de l'équation contrôle l'étirement tourbillonnaire. Il amplifie la vorticité {\displaystyle {\vec {\omega }}} lorsque la vitesse comporte une composante parallèle à {\displaystyle {\vec {\omega }}} et de même signe. Dans le cas contraire on assiste à une compression tourbillonnaire.
L'incompressibilité entraîne la conservation du volume d'un élément fluide. Son allongement implique donc une réduction de l'aire du volume de fluide dans les directions perpendiculaires à la direction d'étirement, donc l'échelle radiale de la vorticité associée.
L'étirement tourbillonnaire est au cœur de la description de la cascade turbulente des grandes échelles aux petites échelles de la turbulence. En général, dans ce système, les volumes élémentaires de fluide sont en moyenne plus souvent allongés que comprimés.
Un exemple analytique d'étirement tourbillonnaire dans un écoulement incompressible visqueux est le tourbillon de Burgers .